# نبرد دریایی در یونان
«نبرد دریایی در یونان» (فرانسوی: Combat naval en Grèce‎) یک فیلم صامت و کوتاه فرانسوی به کارگردانی ژرژ ملی‌یس است که در سال ۱۸۹۷ منتشر شد. این فیلم مرتبط با جنگ یونان و ترکیه در سال ۱۸۹۷ می‌باشد.
مدت زیادی تصور می‌شد این فیلم گمشده است، تا اینکه توسط جان بارنز در آگوست ۱۹۸۸ در آرشیو ملی بی‌اف‌ای، جایی که با عنوان اشتباه فهرست شده بود، دوباره کشف شد.